# Montevergine (Mercogliano)
Koordinaten: 40° 57′ N, 14° 44′ O

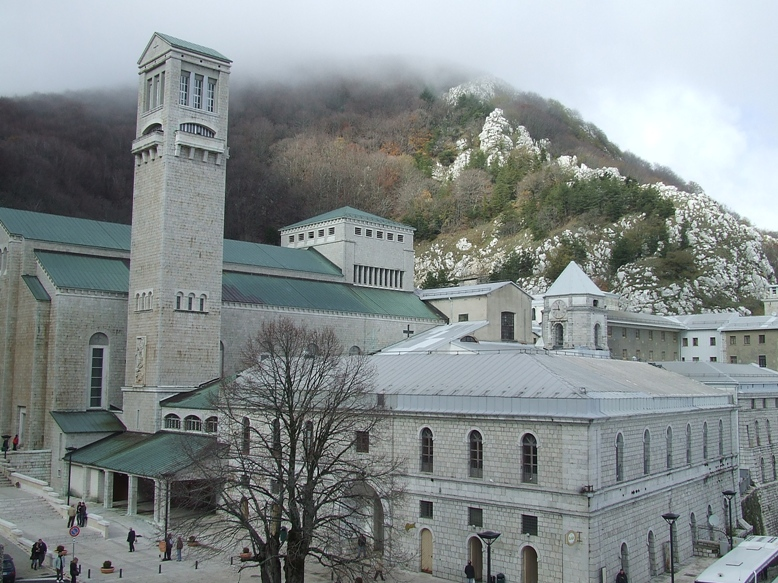
Montevergine

Montevergine ist ein italienischer Bergort mit etwa 20 Einwohnern. Er ist ein Ortsteil der Gemeinde Mercogliano in der Provinz Avellino (Kampanien).
Der Ort liegt auf 1263 m s.l.m., die Postleitzahl ist 83043 und die Vorwahl ist (+39) 0827. Das Demonym für die Einwohner ist Monverginesi.
Der Ort liegt am Hang des Monte Partenio und wird von den Gemeinden Summonte und Ospedaletto d’Alpinolo umgeben. Er ist durch die Standseilbahn Montevergine sowie eine kleine Bergstraße erreichbar. Des Weiteren gibt es einige Wanderpfade den Berg hinauf. Der Ort selbst entstand im 12. Jahrhundert parallel zur damals gegründeten Abtei Montevergine, in der bis heute Benediktiner-Mönche leben und wirken.

## Sport
Der Ort war aufgrund seiner Bergstraße in den Jahren 2001, 2004, 2007 und 2011 Ankunftsort einer Etappe des Giro d’Italia.